# Carlos Thompson
Juan Carlos Eduardo Mundin Schaffter, conocido como Carlos Thompson (7 de junio de 1923-10 de octubre de 1990), fue un actor y escritor argentino del siglo XX.

## Biografía
Carlos Thompson nació en la calle Tacuarí de la ciudad de Buenos Aires, Argentina, hijo del entrerriano Juan José Mundin Schaffter y de la porteña Celina Sofía Dousset Martorell. Su padre, Juan José, más conocido por el nombre artístico de Jorge Leal, fue un periodista que ocupó diversos cargos públicos, entre ellos, estuvo a cargo de los consulados de Argentina en Norfolk y Newport News, ambas ciudades de Virginia, en los Estados Unidos y fue un precursor en la aviación en el país. A su vez, Juan José era nieto del ingeniero suizo alemán Martin Schaffter (bisabuelo del actor), quien realizó el trazado de la localidad de Villa Hernandarias en la Provincia de Entre Ríos, justamente el lugar donde él nació. En tanto que su padre, de apellido Mundin (abuelo del actor), era de la Provincia de Santa Fe. El apellido artístico Thompson lo tomó de sus primos segundos: la abuela paterna del actor se llamaba Margarita Schaffter (primera generación nacida en Argentina, hija del ingeniero suizo) y una hermana de su abuela, Fanny Otilia Schaffter, se casó con el inglés John Thompson, tras lo cual tuvieron a cuatro conocidos deportistas argentinos de apellido Thompson, entre los cuales se encontraba el decatleta olímpico Enrique Thompson.
La familia vivió en distintas partes del país. Buenos Aires, Mendoza y Corrientes fueron algunos lugares, e incluso se radicaron en los Estados Unidos por un tiempo, donde nacieron sus dos hermanas.
De acuerdo a una de sus fichas en Hollywood, Carlos Thompson medía 6'2" (1,88 m), pesaba 186 libras (84 kg) y tenía ojos verdes.

## Trayectoria artística
Thompson inició su carrera artística en Argentina, realizando varias películas destacadas entre finales de la década de 1930 y mediados de la de 1950, hasta que por esos tiempos debió dejar el país y viajó a Hollywood, donde recibió papeles de galán. Entre sus filmes hollywoodenses se incluye The Flame and the Flesh (1954), con Lana Turner y Pier Angeli, Valley of the Kings (El valle de los reyes, 1954), con Robert Taylor y Eleanor Parker, y Magic Fire (1955), en la cual interpretaba a Franz Liszt, acompañado de Yvonne De Carlo, Rita Gam y Valentina Cortese.
Viajó a Europa y actuó en un gran número de películas. Una de sus actuaciones más conocidas fue su papel de Carlos Varela en la serie televisiva de 1963 producida por ITC Entertainment The Sentimental Agent. A finales de la década de 1960, Thompson abandonó la interpretación y se dedicó a la escritura y a la producción televisiva. De sus libros destaca The Assassination of Winston Churchill (1969). En dicha obra, después de realizar investigaciones durante dos años, Thompson concluyó que las incriminaciones de David Irving y Rolf Hochhuth del supuesto asesinato del general Sikorski por orden de Winston Churchill carecían de todo fundamento.
Carlos Thompson estuvo casado con la actriz alemana Lilli Palmer, divorciada de Rex Harrison. Anteriormente había tenido una relación con la famosa actriz mexicana María Félix, quien, momentos antes de concretarse el matrimonio, lo abandona para casarse finalmente con el actor Jorge Negrete. También tuvo un breve romance con la actriz española Lola Flores.

## Últimos años y muerte
Tras residir durante décadas en Estados Unidos volvió a su país. Thompson se suicidó en la ciudad de Buenos Aires el 10 de octubre de 1990 –tras haber ofrecido una velada a gran cantidad de sus ex-colegas actores– pegándose un tiro en la sien derecha; fue encontrado por su chofer, quien debía llevarlo al Teatro Regina  para protagonizar la obra Cartas de amor. Estaba abatido por un estado de profunda soledad, a cuatro años de la muerte de Lilli Palmer a causa de un cáncer.

## Filmografía
- ...Y mañana serán hombres (1939)
- Fragata Sarmiento (1940)
- Viaje sin regreso (1946)
- Los verdes paraísos (1947)
- Los pulpos (1948)
- La trampa (1949)
- Una viuda casi alegre (1950)
- Abuso de confianza (1950)
- El crimen de Oribe (1950) .... Oribe
- La indeseable (1951)
- La de los ojos color del tiempo (1952)
- Sala de guardia (1952)
- El túnel (1952)
- La pasión desnuda (1953) .... Pablo Valdés
- La mujer de las camelias (1954)
- El valle de los reyes (1954)
- Argelia.... Legionario Jeff Nelson
- Magic Fire (1955) .... Franz Liszt